# Riskornen på schackbrädet
Riskornen på schackbrädet, även sädeskornen på schackbrädet, är ett matematiskt problem som visar den snabba ökningshastigheten vid exponentiell tillväxt:
Om på ett schackbrädes första ruta placeras ett riskorn, på nästa ruta 2 riskorn och därefter placeras en fördubbling av antalet för varje ruta, det vill säga på den tredje rutan placeras 4, på den fjärde 8 etcetera, hur många riskorn kommer att ligga på schackbrädet när riskorn lagts på samtliga 64 rutor?
Det sökta antalet riskorn är
18 446 744 073 709 551 615  (cirka 18 triljoner)

## Lösning
Den mest rättframma metoden är att skriva summan
{\displaystyle S_{64}=1+2+4+\cdots +9223372036854775808}
där {\displaystyle S_{64}} är det totala antalet sädeskorn lagda på 64 rutor.
Det är dock betydligt enklare att utgå från
{\displaystyle S_{64}=2^{64}-1,}
ett samband som kan visas genom att utgå från S64 som en summa av tvåpotenser:
{\displaystyle s=2^{0}+2^{1}+2^{2}+\cdots +2^{63}}
Multiplicera båda sidorna med 2:
{\displaystyle 2s=2^{1}+2^{2}+2^{3}+\cdots +2^{63}+2^{64}}
Subtrahera den ursprungliga serien för s från vardera sidan:
{\displaystyle 2s-s=-2^{0}+2^{64}}
{\displaystyle \therefore \quad s=2^{64}-1}

## Det matematiska problemets namn
Enligt en berättelse med flera varianter, kommer namnet av att schackspelets uppfinnare (i vissa fall en gammal indisk matematiker), visar och lär landets härskare spela schack. Denne imponeras och ber att få köpa uppfinningen. Uppfinnaren föreslår då att betalningen skall ske genom att riskorn skall läggas enligt det matematiska problemet. Härskaren anser det vara ett billigt pris utan att inse att mängden ris är tusenfalt större än världens produktion av ris. Han sätter sin skattmästare på att beräkna mängden ris och väntar sig ett snabbt svar. När han efter dagar av väntan får svaret att det är omöjligt att leverera de begärda mängderna låter han avrätta schackspelets uppfinnare för att han försökt lura härskaren. I andra varianter av historien belönas uppfinnaren med att bli härskarens nye skattmästare.

## Mängden
Om ett riskorn väger 25 milligram så motsvarar 18 triljoner riskorn ungefär 461 miljarder ton ris. Denna mängd är ungefär tusen gånger större än den årliga världsproduktionen av ris år 2010 som var 476 miljoner ton. Med en antagen densitet på 0,9 kg/l så motsvarar detta en pelare med ris, jämnt fördelat över ett schackbräde med sidan 40 cm, med höjden 3,1 miljarder kilometer. Detta avstånd är 2 000 gånger större än avståndet mellan jorden och solen, eller en sträcka som det skulle ta ljuset cirka 3 timmar att färdas.

## Varianter på historien
Det finns flera andra varianter på hur exponentiell tillväxt genom fördubbling använts för att luras i affärer:
- En av Julius Caesars generaler svarade på frågan vad han ville ha för belöning att han önskade sin vikt i guld hundrafalt. Caesar ville inte verka snål och föreslog att han skulle få hämta ett guldmynt första dagen, två den andra, fyra den tredje tills han inte orkade bära hem mer. Redan på den artonde dagen fick generalen avbryta hämtandet efter att ha lyckats hämta ett värde någon gång sin egen vikt och fick bara behålla en bråkdel av de mynt som han hade hämtat.
- En köpman erbjuder en kollega förslaget att han ger kollegan 100 000 kronor. Som betalning får den första köpmannen en krona första dagen, två kronor den andra etcetera i en månad. Den andra köpmannen accepterar förslaget och redan den tredje veckan har han betalat flera miljoner kronor.
- Vid en hästaffär är en köpare missnöjd med det höga priset. Säljaren föreslår att han ska få ett öre för den första sömmen, spiken, i hästens sko, två för den andra, fyra för den tredje etcetera. Varje hästsko har sex sömmar vilket ger ett slutpris på 16,8 miljoner ören.